# Brachiopsis
Brachiopsis is een geslacht van vlinders van de familie slakrupsvlinders (Limacodidae).

## Soorten
- B. conjunctoides Hering, 1933
- B. vicina (Alberti, 1954)